# Piet Hein Eek
Piet Hein Eek, né le 29 avril 1967 à Purmerend, est un designer néerlandais.

## Biographie
Piet Hein Eek est un ancien élève de la prestigieuse Design Academy Eindhoven (diplômé en 1990). Il s’est imposé comme le maître du “scrapwood”, une technique de collage de morceaux de planches de bois de récupération qu’il pratique comme une nouvelle marqueterie. Piet Hein Eek récupère de vieux morceaux de bois pour en faire des meubles, en toute petite série, plus artisanaux qu’industriels. Il préfère les imperfections de ses pièces en bois de récupération aux finitions impeccables de la production de masse.
Après le départ des usines Philips à Eindhoven, Piet Hein Eek investit en 1993 la friche industrielle, ouvrant ateliers, hangars de fabrication, salles d’exposition et autres galeries dans les bâtiments désaffectés. Il avait également ramassé sur le site des objets abandonnés qu’il a entreposés sur d’immenses rayonnages, en attendant de leur trouver une utilisation. 
Il est exposé en 1996 au Stedelijk Museum d'Amsterdam sous la dénomination "portes" ainsi qu'au Groninger Museum.

## Œuvres
- Afvaltafel in sloophout, 2001
- Eiken stoel in sloophout, 2005
- Crisis schommelstoel, 2005
- Enorme balkenfauteuil, 2011
- Afval afval bank, 2013
- Blanc de Blancs et Rosé, pour la maison de champagnes Ruinart, 2013